# Suzanne Griesbach
Suzanne Marguerite Georgette Griesbach (* 22. April 1945 in Straßburg) ist eine ehemalige französische Leichtathletin, die sich auf das Gehen spezialisiert hatte.

## Sportliche Karriere
Suzanne Griesbach war von 1981 bis 1988 achtmal in Folge französische Meisterin im 5000-Meter-Bahngehen. Hinzu kamen zwei inoffizielle und vier offizielle Meistertitel im 10.000-Meter-Bahngehen. In der Halle gewann Suzanne Griesbach von 1983 bis 1988 fünf Meistertitel im 3000-Meter-Bahngehen.
Bei den Hallenweltspielen 1985, dem Vorläuferwettbewerb der Hallenweltmeisterschaften, belegte Griesbach den siebten Platz im 3000-Meter-Bahngehen. 1986 bei den Europameisterschaften in Stuttgart stand mit dem 10-Kilometer-Straßengehen erstmals ein Gehwettbewerb der Frauen auf dem Programm. Suzanne Griesbach belegte den 12. Platz unter 21 Teilnehmerinnen, die das Ziel erreichten. 1987 wurde Griesbach Sechste im 3000-Meter-Bahngehen bei den Halleneuropameisterschaften in Lievin und 14. bei den Hallenweltmeisterschaften in Indianapolis. Bei den Weltmeisterschaften in Rom erreichte Griesbach als 22. das Ziel im 10-Kilometer-Straßengehen.